# Вальц, Фридрих
Фридрих Вальц (нем. Friedrich Walz; 1935 — ноябрь 2006) — австрийский баскетболист, тренер и баскетбольный судья.
Занимался баскетболом с 1951 года, выступал за клубы «Дорнбах» и ВСК. Провёл 35 матчей за национальную сборную, принимал участие в двух чемпионатах Европы (1957 и 1959).
В качестве тренера работал с клубом «Хандельминистериум» (чемпион Австрии в 1963—1965 гг.), юношеской, национальной сборной Австрии (1963—1966). 
Обслужил 80 международных матчей в качестве арбитра и 225 в качестве комиссара, работал в техническом комитете Австрийского баскетбольного союза.